# Distantobelus natalensis
Distantobelus natalensis är en insektsart som beskrevs av Capener 1968. Distantobelus natalensis ingår i släktet Distantobelus och familjen hornstritar. Inga underarter finns listade i Catalogue of Life.